# L'Aguilera (Creixell)
L'Aguilera és una muntanya de 171 metres d'altitud als límits dels municipis de Creixell i Roda de Berà, a la comarca del Tarragonès, Està situada entre el fondo de la Teuleria i el torrent de l'Aguilera.